# اچ‌دی ۲۰۵۷۳۹
اچ‌دی ۲۰۵۷۳۹ یک ستاره است که در صورت فلکی میکروسکوپ قرار دارد.